# Marcus Ulpius Traianus

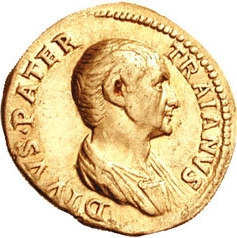
Aureus avec un portrait de Marcus Ulpius Traianus, vers 115 après sa déification par Trajan.

Marcus Ulpius Traianus est un sénateur et général romain, légat dans la première Guerre judéo-romaine à partir de 67, consul suffect en 70 ou 72, gouverneur de Syrie de 73/74 à 76/78 et proconsul d'Asie en 79. De son épouse Marcia, il est le père de l'empereur Trajan.

## Biographie

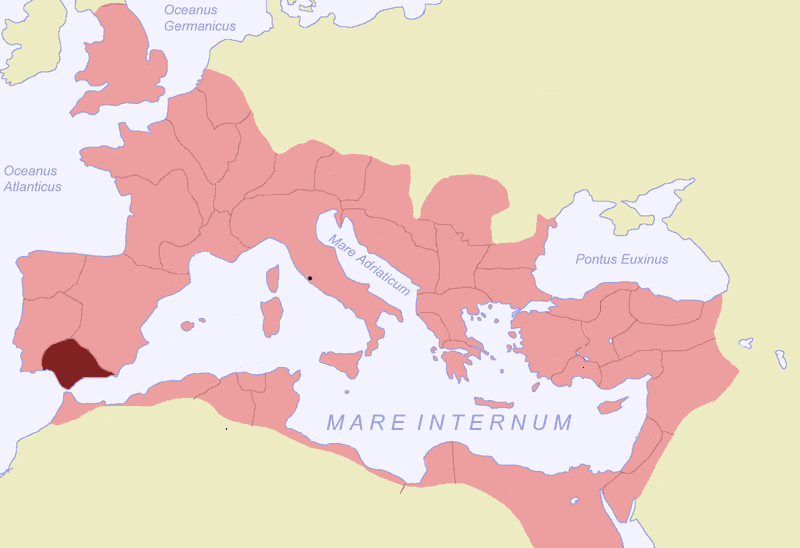
La Bétique dans l'Empire romain.

### Famille
C'est l’un des descendants d’un groupe de colons italiens installés à Italica, dans la province d’Hispanie, la future Bétique, située au sud de la péninsule Ibérique,. Les ancêtres de Trajan, les Ulpii, sont originaires de Todi en Ombrie. Italica est fondée en 206 av. J.-C. par un mélange de vétérans et de soldats romains et alliés italiens blessés ou malades de l'armée de Scipion l'Africain. Il est probable que le premier Ulpius installé en Bétique provienne de cette armée, bien qu'il soit aussi possible qu'il soit arrivé plus tardivement, en tant que civil, à la fin du Ier siècle av. J.-C.
Il naît vers 25-30 à Italica.
Marcus Ulpius Traianus a une sœur, Ulpia, qui épouse un certain Publius Aelius Hadrianus Marullinus. Ils ont pour fils Publius Aelius Hadrianus Afer et ont donc pour petit-fils Hadrien,.
Il épouse une certaine Marcia, peut-être demi-sœur aînée de Marcia Furnilla, la seconde épouse de Titus entre 63 et 65, et la tante de Julia Titi née en 64,. La famille des Marcii Bareae est compromise dans la conjuration de Pison contre Néron en 65 et les Flaviens veulent préserver leur position.
Ulpius Traianus et Marcia ont une fille, Ulpia Marciana, née vers 50, qui épouse un Matidius, peut-être Caius Salonius Matidius Patruinus, un riche sénateur de rang prétorien. De ce mariage naît Salonina Matidia, vers 67. Cette dernière est mariée au moins deux fois, une première fois avec un Mindius, dont elle a une fille, Matidia, et la deuxième fois avec Lucius Vibius Sabinus, consulaire suffect, et c'est de ce mariage que naît alors Vibia Sabina, future épouse d'Hadrien. En troisièmes noces, elle épouse peut-être Libo Rupilius Frugi, ce qui ferait d'elle une des arrière-grands-mères de Marc Aurèle.
Ils ont aussi un fils, Marcus Ulpius Traianus, connu sous le nom de Trajan, né en 53. Il est empereur romain de 98 jusqu’à sa mort en 117. Il épouse Pompeia Plotina, connue sous le nom de Plotine, mariage sans enfants.

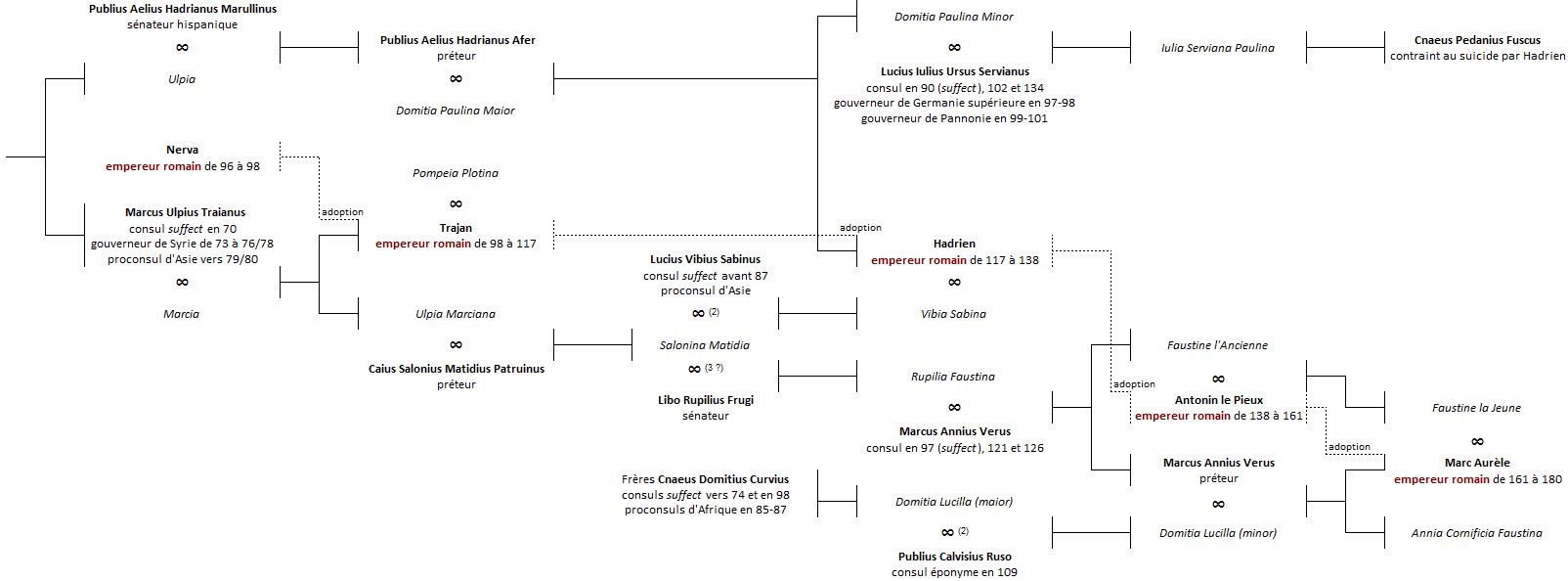
La famille de Trajan. Arbre non exhaustif.

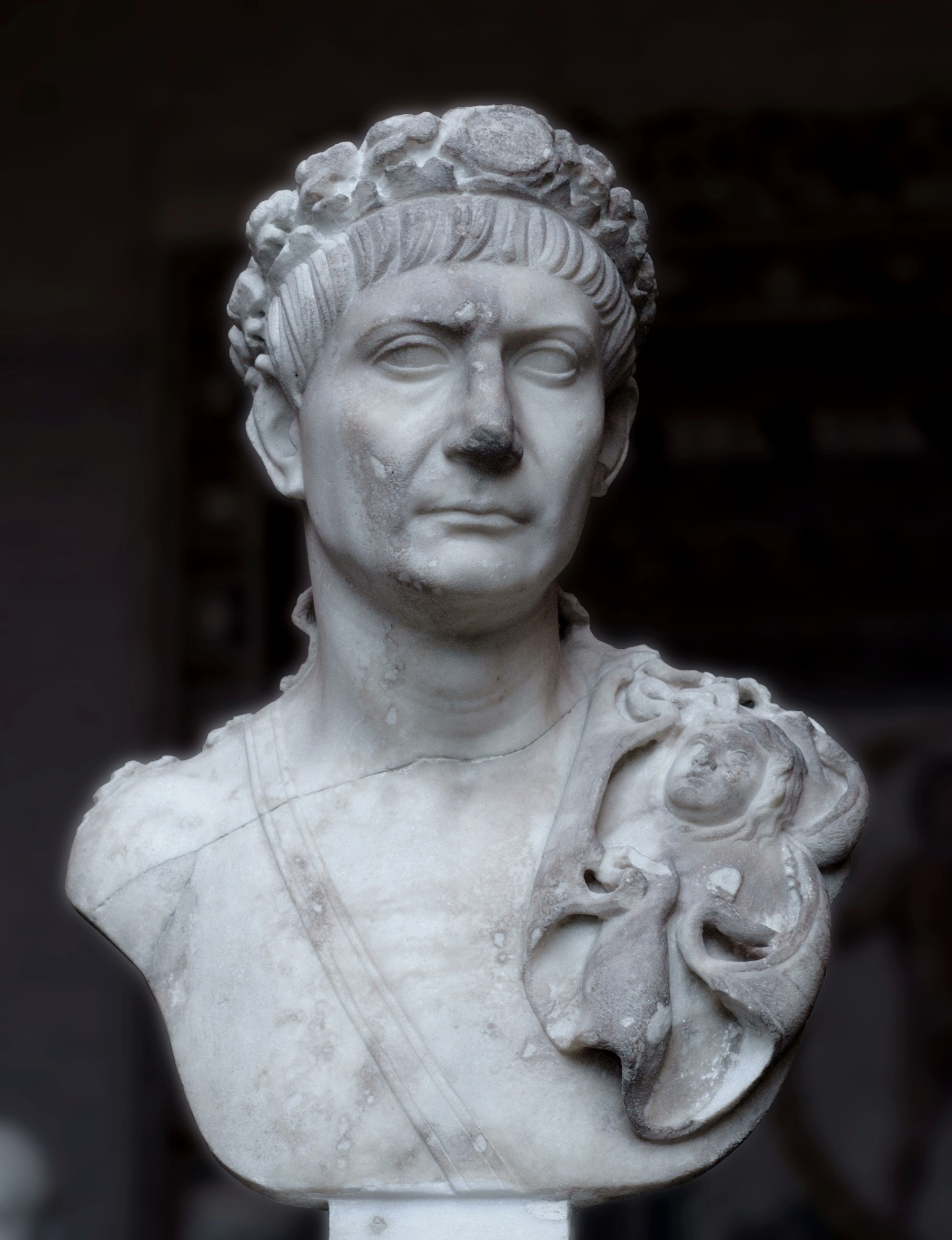
Buste de Trajan, son fils.
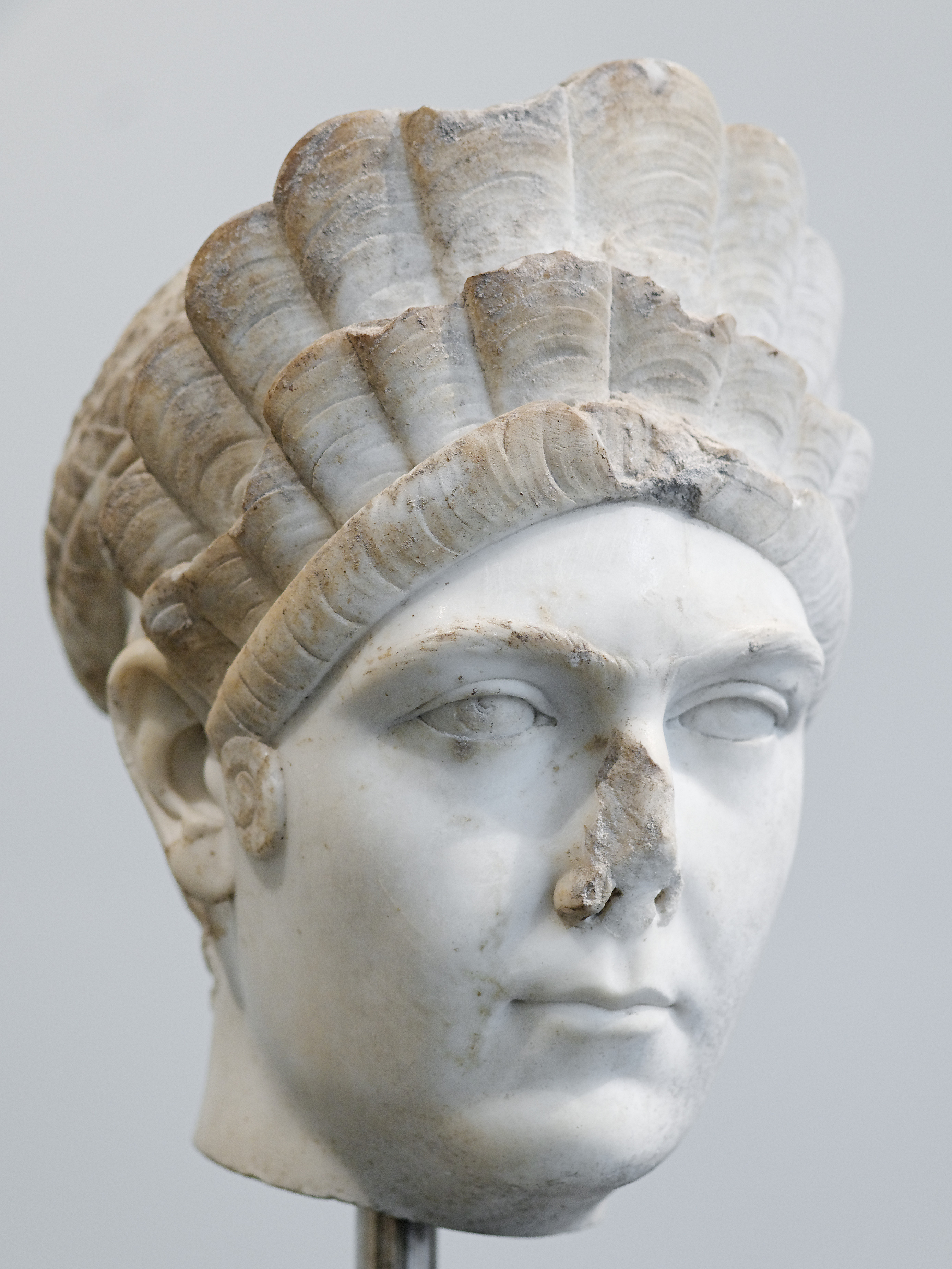
Buste de Ulpia Marciana, sa fille.
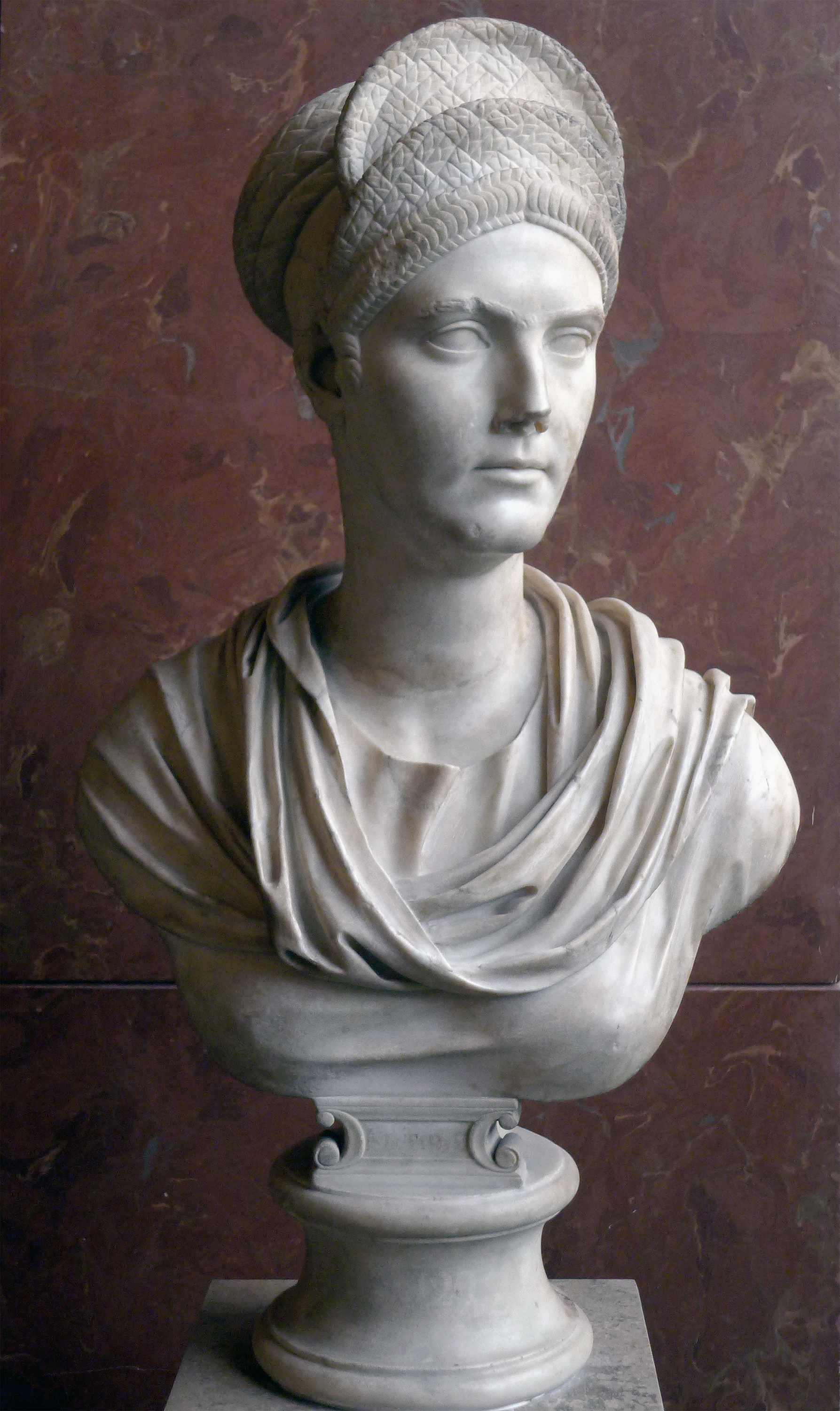
Buste de Salonina Matidia, sa petite-fille.
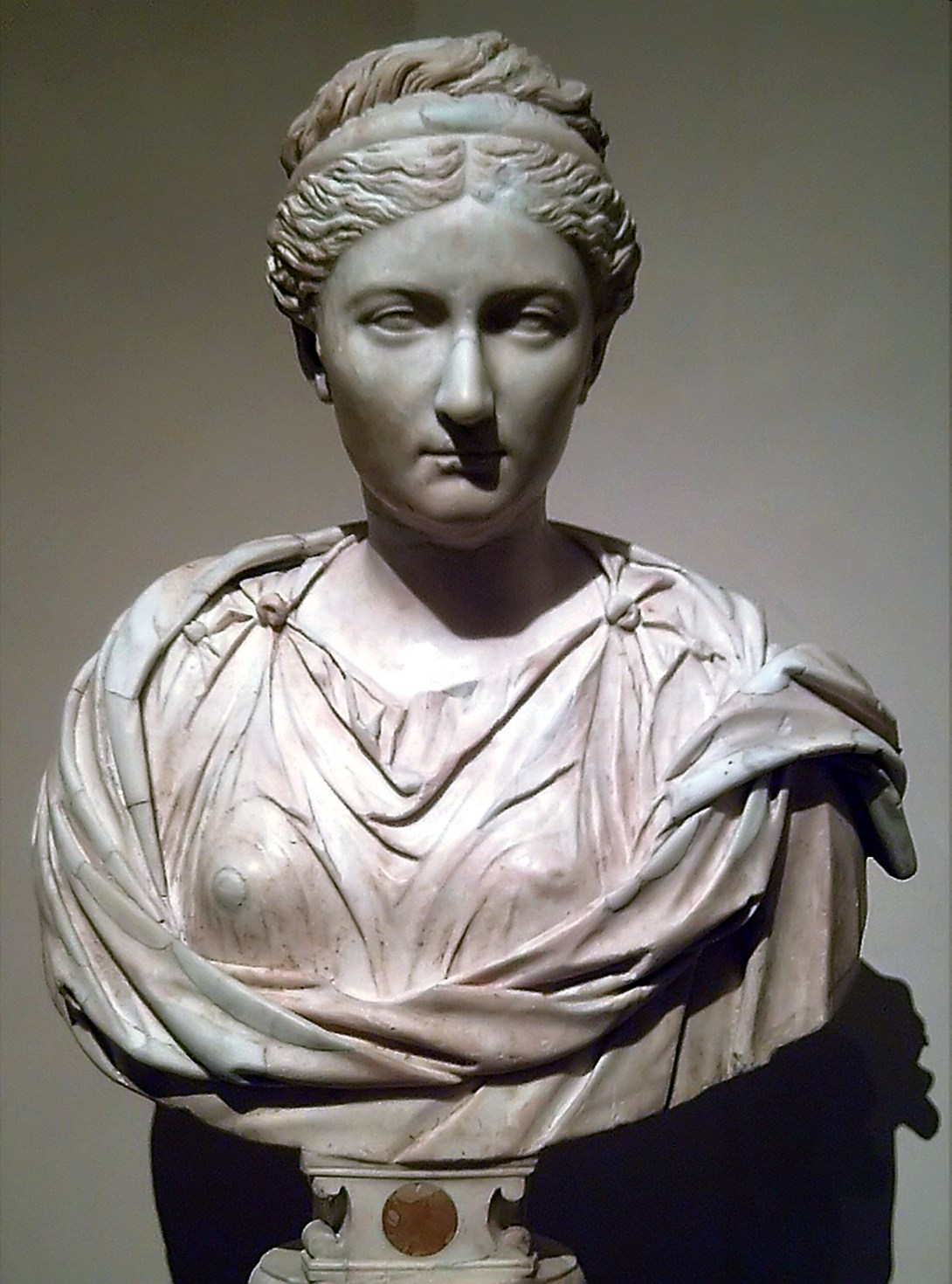
Buste de Sabine, son arrière-petite-fille.

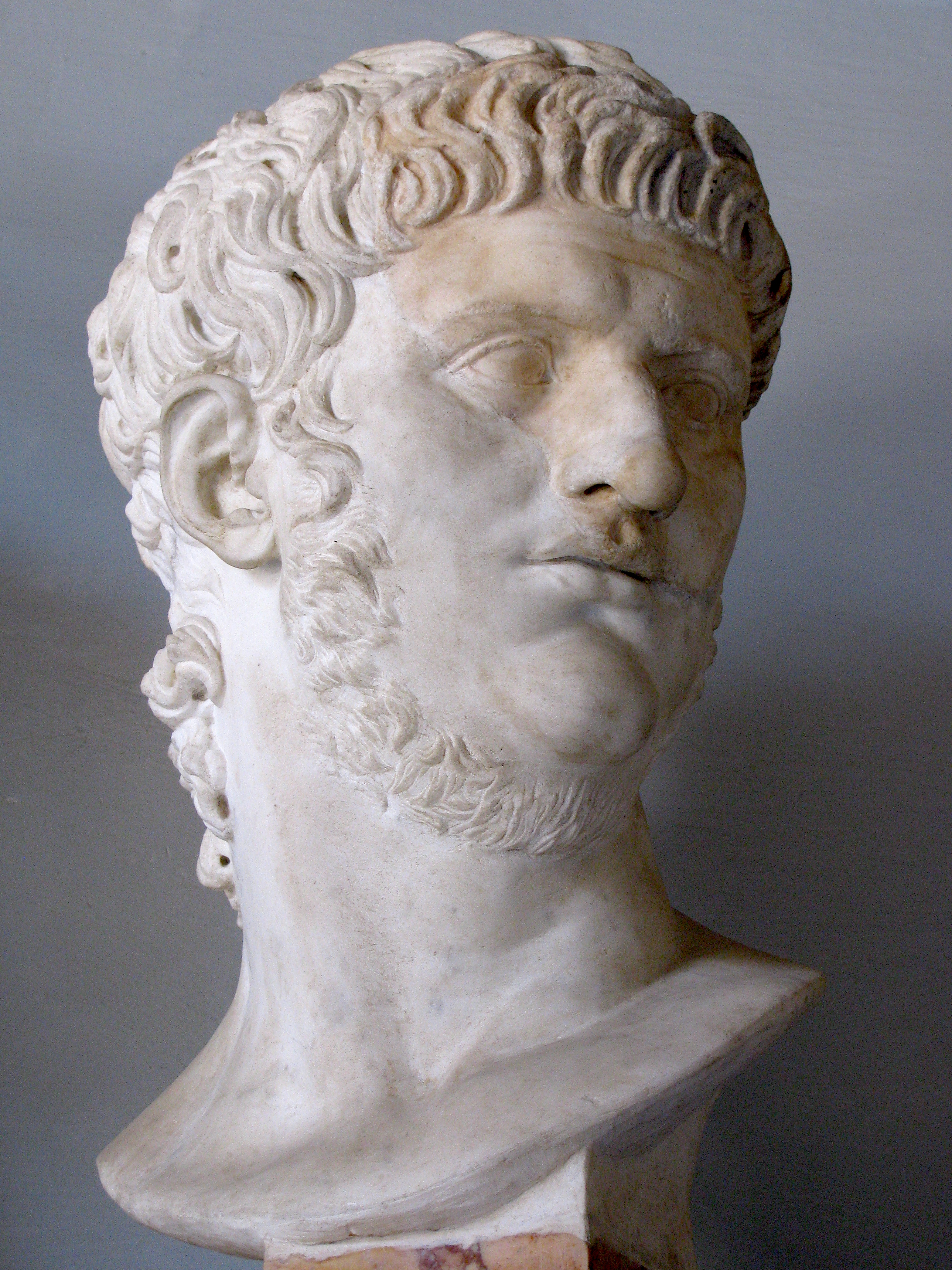
Buste de l'empereur Néron (54 - 68).

### Carrière
Il y a peu de faits connus pour suivre son cursus honorum, mais il peut être néanmoins reconstruit avec une précision raisonnable à partir des maigres sources littéraires et épigraphiques disponibles.
Vers l'an 50, il devient questeur, après un poste du vigintivirat, premier échelon de la carrière sénatoriale, et un tribunat militaire. Ensuite, il est soit édile, soit tribun de la plèbe. S'il a suivi une progression régulière dans son cursus, il est probablement préteur vers 59/60.
Il détient selon toute vraisemblance un poste proprétorien civil, attesté sur une inscription fragmentaire de Milet, probablement un proconsulat de Bétique, pendant un an vers 64/65. Si c'est le cas, il est très probablement un des premiers citoyens nés hors d'Italie à détenir un tel mandat et aussi l'un des rares sénateurs qui se voient confier leur province de naissance. Une carrière si brillante pour un sénateur né en province est peut-être due en partie à l'aide d'un personnage important du règne de Néron, par exemple Sénèque, lui-même né en Bétique, et très influent de 54 à 62, avant qu'il ne tombe en disgrâce et se suicide en 65.

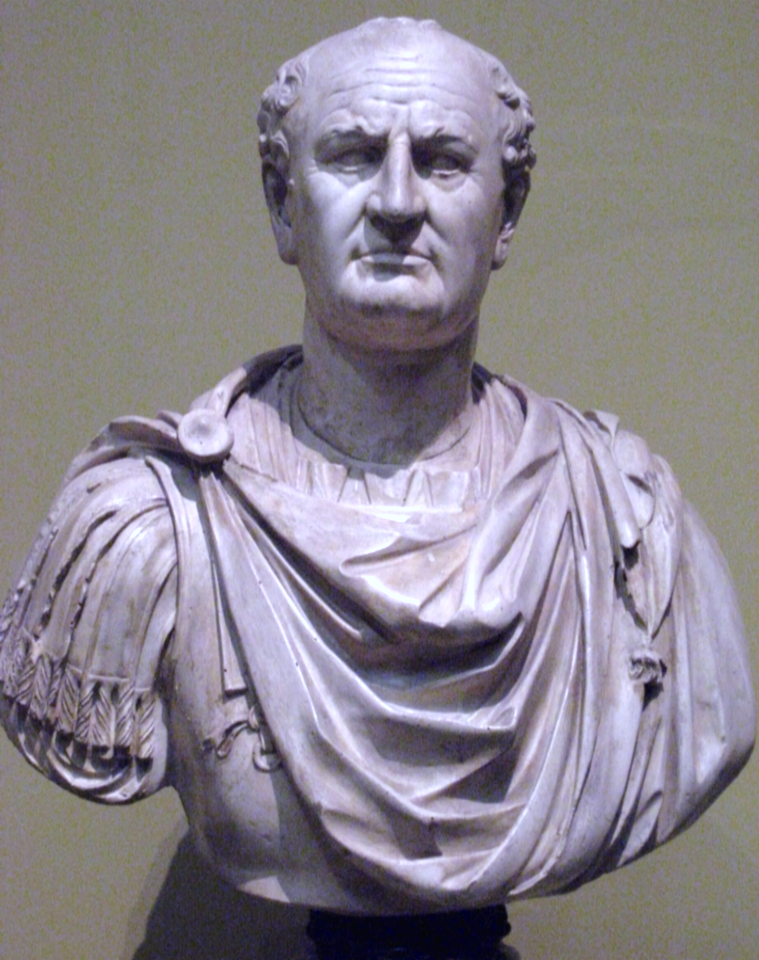
Buste de l'empereur Vespasien (69 - 79).

Il est certain qu'il est légat de la legio X Fretensis au printemps 67. Il l'est aux côtés de Titus sous les ordres de Vespasien. Ce dernier vient de se voir confier le commandement de la première Guerre judéo-romaine, avec trois légions, commandées donc par son fils, par Ulpius Traianus et la dernière par Sextus Vettulenus Cerialis, ce dernier étant de la même ville que les Flaviens. Ainsi on peut penser que Traianus et Cerialis sont choisis par Vespasien.
À la suite de l'assassinat de Néron en 68 et pendant l'année des quatre empereurs en 69, il est présent lorsque son commandant en chef est proclamé empereur en juillet 69 par ses troupes. Vespasien accède à l'Empire romain en décembre 69. Traianus est nommé consul suffect en l'an 70,, vraisemblablement de septembre à octobre, ou en l'an 72,. Il est peut-être le premier légat consulaire de Cappadoce fin 70 dans l'hypothèse d'un consulat juste avant. Il est ensuite élevé au rang de patricien en 73/74 lors de la censure conjointe de l’empereur Vespasien et de son fils Titus.
De 73 à vers 76-78, Vespasien lui témoigne une grande confiance en lui confiant le poste de gouverneur impérial (légat d'Auguste propréteur) de Syrie pendant environ trois à cinq ans, le mettant à la tête de la principale force militaire en Orient. Entre l’automne 73 et 74, il lutte avec succès contre les Parthes,,, repoussant aisément une incursion de leur roi Vologèse. Hormis cette action, on ignore quasiment tout de son activité dans la province, excepté le fait qu'il reçoit les ornements triomphaux, distinction rare et remarquable pour l'époque. On ne sait la raison d'une telle distinction, bien qu'elle puisse être liée à son action contre les Parthes.
En 79, il devient ensuite proconsul d'Asie, ce qui est le couronnement d'une carrière sénatoriale classique. Son épouse Marcia l'accompagne et il reste beaucoup de preuves de son administration, notamment la construction d'un stade à Laodicée, d'une nymphée à Milet et d'un aqueduc à Nicée, ainsi que la reconstruction du temple impérial au sein des murs d'Éphèse.
Grâce à son consulat et son proconsulat, son appartenance à la classe supérieure et son rang de vir triumphalis, il offre à son fils Trajan un chemin tout tracé vers une carrière sénatoriale.
À la suite de l'avènement de Titus mi-79 puis de Domitien en 81, il est fait sodalis Flavialis, membre du collège religieux particulièrement attaché au culte des empereurs divinisés Vespasien puis Titus.

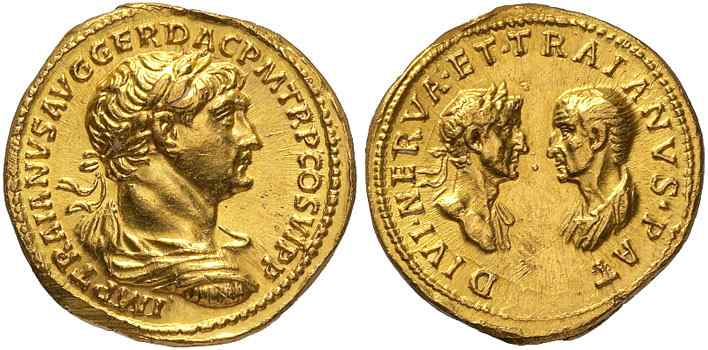
Aureus, vers 115. À droite, le père naturel de Trajan, et à gauche, son père adoptif, Nerva.

Il n'accède pas à un deuxième consulat, soit qu'il ne soit pas aussi en faveur auprès des fils de Vespasien qu'envers leur père, soit qu'il décède assez tôt.
Quoi qu'il en soit, il est très probablement mort avant l'accession de son fils à l'Empire en 98.
Sa fille Ulpia Marciana est divinisée après sa mort vers 112 sur décision du Sénat et sa petite-fille Salonina Matidia se voit alors octroyer le titre Augusta par Trajan. Ce dernier, entre mai 113 et 114, fait également diviniser son père naturel.